# 사우이스트 DX3
사우이스트 DX3(영어: Soueast DX3)는 피닌파리나가 디자인하고 중국의 자동차 제조업체인 사우이스트에서 2016년부터 2023년까지 생산했던 서브컴팩트 크로스오버이다.

## 개요

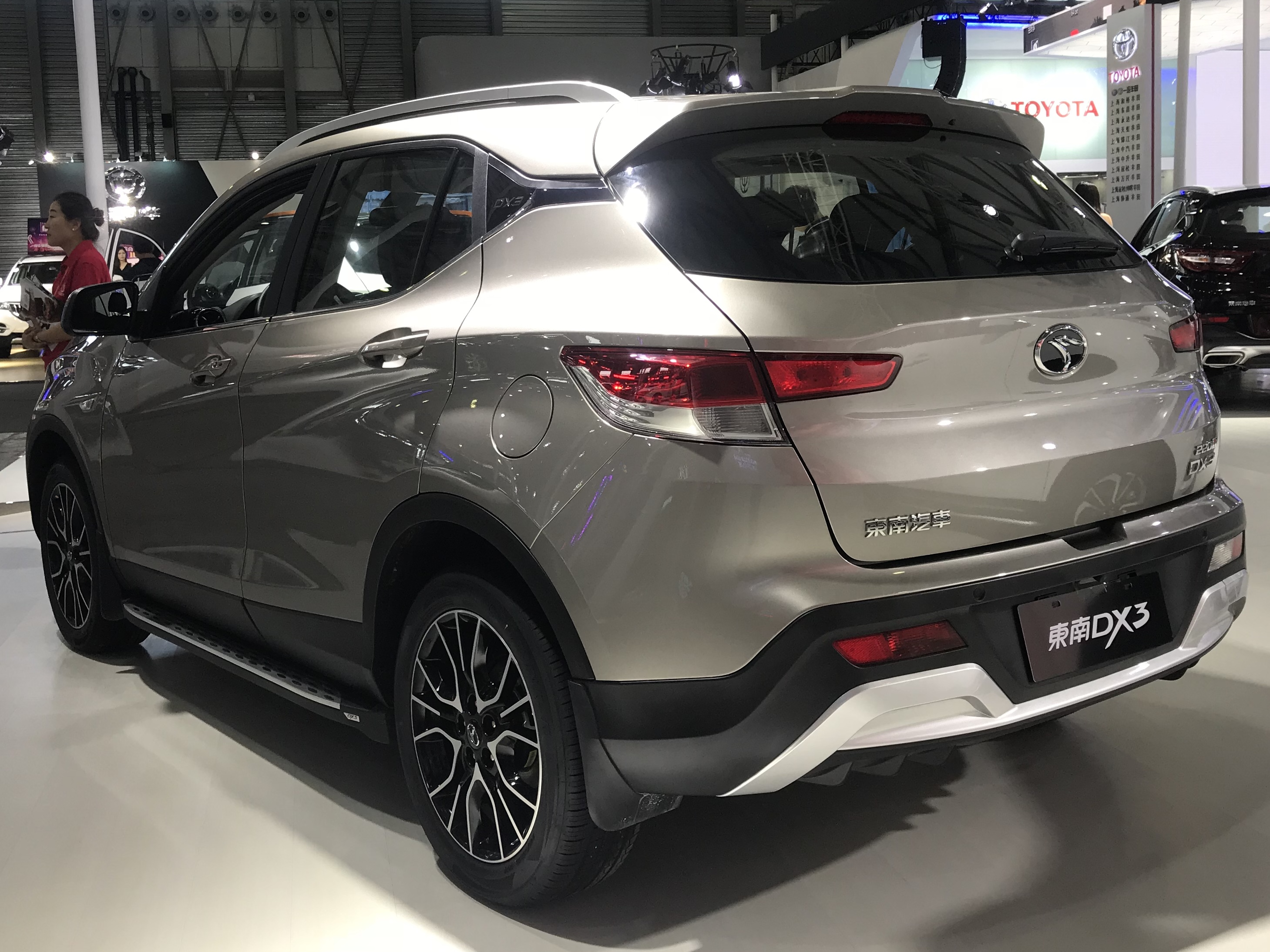
사우이스트 DX3 후면

사우이스트 DX3는 2016년 베이징 모터쇼에서 공개되었고, DX3 크로스오버의 양산형은 2016년 청두 모터쇼에서 공개되었으며 2016년 11월에 공식적으로 출시되었다.
미쓰비시에서 유래한 두 가지 엔진을 사용할 수 있는데, 120hp 및 143nm를 생산하는 1.5리터 엔진과 150hp 및 220nm를 생산하는 1.5리터 터보 엔진이 있다. 1.5리터 엔진은 5단 수동 변속기와 결합되며, 1.5리터 터보 엔진은 CVT와 결합된다. 가격은 72,900위안에서 99,900위안까지 다양하다. DX3 EV400이라는 전기 버전도 2017년 11월 중국 자동차 시장에 출시되었다. DX3 EV의 보조금 포함 가격은 약 17,000달러부터 시작한다.

## 사우이스트 DX3X
2018년에 사우이스트 DX3X라는 이름의 스포티한 트림이 출시되었으며, 전면부에 검은색 마스크와 사소한 스타일링 변경이 특징이다.

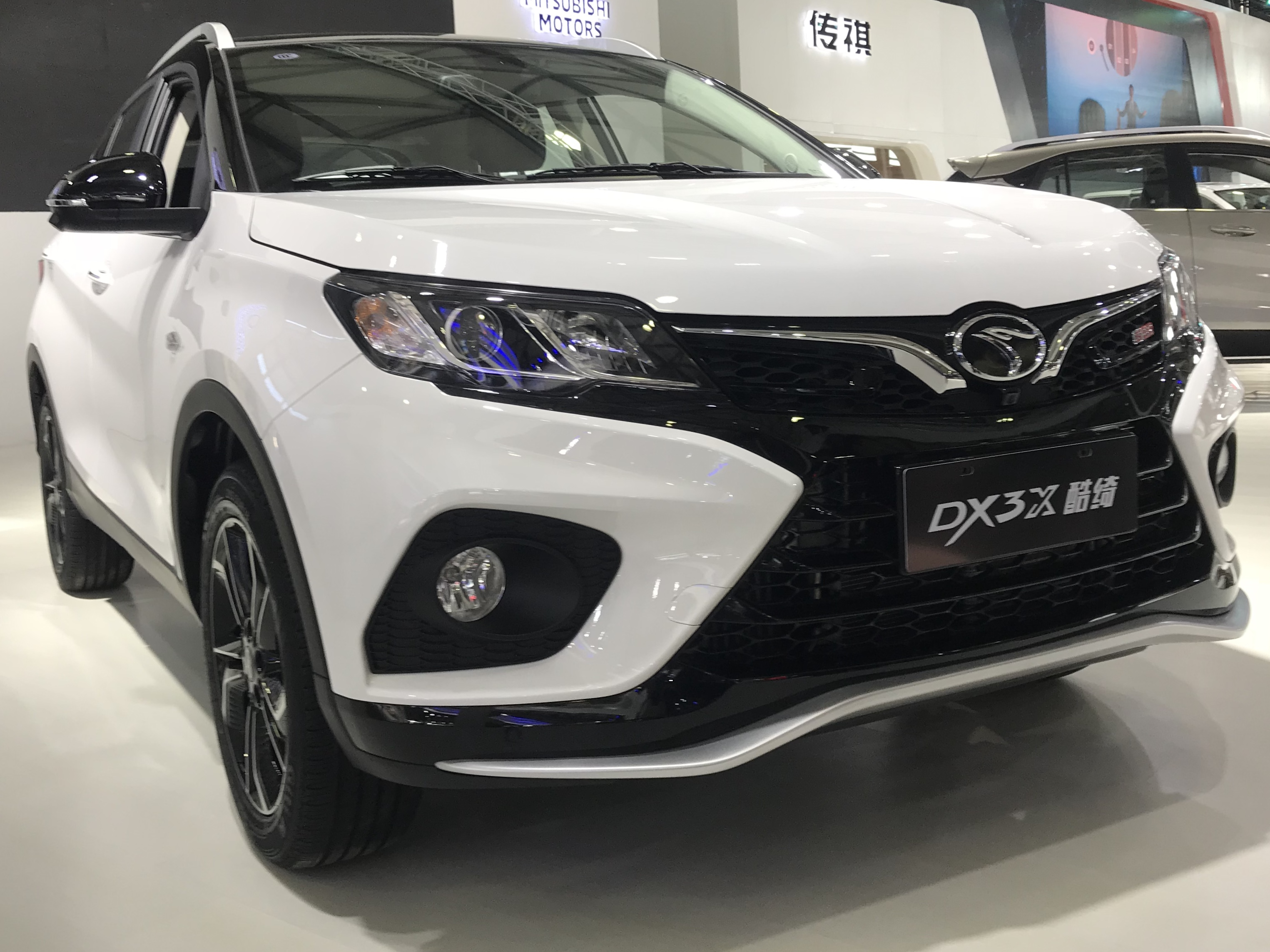
사우이스트 DX3X 전면
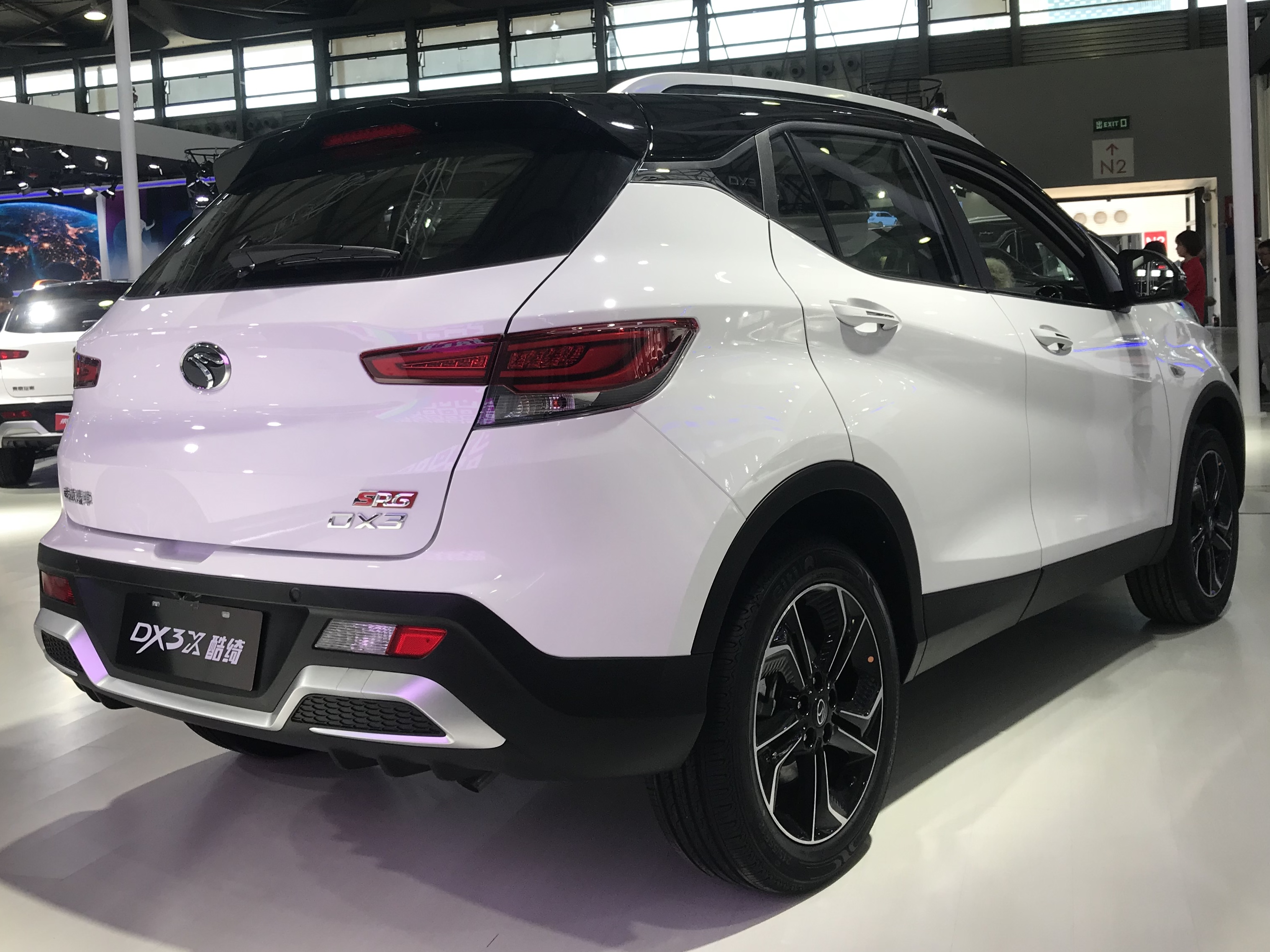
사우이스트 DX3X 후면